# ساركوني
ساركوني (بالإيطالية: Sarconi)‏ هي بلدية في مقاطعة بوتنسا في إقليم بازيليكاتا الإيطالي.

## السكان
في سنة 1861 بلغ عدد السكان 1٬134 نسمة، وتطور العدد ليصل في سنة 2011 لـ 1٬362 نسمة.
يظهر هذا المخطط البياني تطور النمو السكاني لـ ساركوني